# أوقست زلبرشتاين
أوقست زلبرشتاين (بالألمانية: August Silberstein)‏ هو كاتب وصحفي وشاعر نمساوي، ولد في 1 يوليو 1827 في بودابست في المجر، وتوفي في 7 مارس 1900 في فيينا في النمسا.

## وصلات خارجية
- أوقست زلبرشتاين على موقع ميوزك برينز (الإنجليزية)